# Otostigmus pradoi
Otostigmus pradoi är en mångfotingart som beskrevs av Wolfgang Bücherl 1939. Otostigmus pradoi ingår i släktet Otostigmus och familjen Scolopendridae. Inga underarter finns listade i Catalogue of Life.